# Markus Zimmermann (Bildhauer)
Markus Zimmermann (* 31. Oktober 1978 in Hannover) ist ein deutscher Bildhauer.

## Leben
Markus Zimmermann besuchte die St. Ursula-Schule Hannover. Nach dem Abitur absolvierte er den Zivildienst und begann im Herbst 2000 ein Studium der Freien Kunst an der Kunstakademie Münster bei Timm Ulrichs. Zum Wintersemester 2002 wechselte er an die Hochschule für Bildende Künste Braunschweig zu Bogomir Ecker. Dort schloss er 2006 sein Studium mit Diplom ab; 2007 folgte ein Jahr als Meisterschüler. Während des Studiums erfolgten Forschungsreisen nach Neuseeland, Frankreich und Irland. Er lebt und arbeitet in Berlin und Hannover.

## Werk
Ausgehend von den Wunderkammern der Spätrenaissance und des Barock entwickelte Markus Zimmermann seit 2003 zahllose Kleinskulpturen. Diese bestechen durch Detailreichtum und präzise Ausgestaltung. Dazu verband er unterschiedliche Materialien wie Pappe, Papier, Kunststofffolien, Schaumstoff mit Gips, Wachs und Farbe zu neuen Formen. Die Präsentation der Kleinskulpturen erfolgte auf Regalen oder Tischen, in Auslagen oder leeren Schaufenstern als raumfüllende Installationen.
Während die Objekte der Wunderkammern nur zum Anschauen bestimmt waren, fordert Zimmermann seit 2006 den Betrachter mit Guckkästen auf, seine Kunst wörtlich in die eigenen Hände zu nehmen. Die aufwändig gestalteten Kästen offenbaren beim Hineinsehen fantastische Landschaften und geometrische Räume, die u. a. an Theaterbühnen oder den Merzbau des ebenso aus Hannover stammenden Künstlers Kurt Schwitters erinnern. Seitliche Schlitze lassen Licht in die Guckkästen und zeigen die Szenen in wechselnden Perspektiven.
Seit 2012 folgen Performances. Sie zeichnen sich vordergründig durch spielerische Interaktionen mit dem Publikum aus. Markus Zimmermann spielt mit dem Publikum Mau Mau oder wettet um Geld; er zerstört ihm heilige Objekte oder fordert das Publikum auf, selbst Skulpturen zu gestalten. Die scheinbar harmlosen Performances zitieren strenge Rituale der Liturgie und inszenieren universelle Themen der Mythologie. In Zeiten digitaler Effekte und Entertainmentindustrie gelingt es Markus Zimmermann, unaufgeregte Momente der Achtsamkeit und Gegenwart entstehen zu lassen. Frei von ideologischen Plattitüden setzt er Auffassungen und Forderungen von Joseph Beuys zur Sozialen Plastik in die Tat um.
Seit 2013 tritt Markus Zimmermann auch als Initiator von Projekten in übergreifenden Kunstgattungen in Erscheinung. So förderte 2013 die Stiftung Kunstfonds das Projekt WELT OHNE ZEIT, eine vierundzwanzigstündige Performance mit 12 Künstlern im ehemaligen tschechischen Kulturzentrum Berlin. Im Team entwickelt und betreut er das Projekt IKONOSTASE in München, Berlin und auf der Cebit in Hannover.
Zimmermann gehörte 2006 zu den Mitbegründern des Kunstklubs Berlin. 2013 gründeten Florian Dietrich, Martin Schepers und Markus Zimmermann das Künstlerkollektiv IKONOSTASE.

## Stipendien
Von 2002 bis 2006 war Markus Zimmermann Stipendiat des Cusanuswerkes; 2008 erhielt er das Roelfs-Partner-Stipendium.

## Auszeichnungen
2010 wurde Markus Zimmermann mit dem ars-viva-Preis des Kulturkreises der deutschen Wirtschaft ausgezeichnet. Es folgte dazu eine Ausstellungsreihe in Chemnitz, Stuttgart und Istanbul sowie eine Publikation.

## Ausstellungen, Beteiligungen und Projekte
2007
- Die Kunst der Sammelns, Museum Kunstpalast, Düsseldorf

2008
- –zoom+, Künstlerhaus Dortmund
- Schein, Galerie Birgit Ostermeier, Berlin
- An einem Wochenende im September, Schwerin Str. 42, Düsseldorf
- Believe me!, Kunst im Tunnel, Düsseldorf
- Bitte schön!, Kunsthalle Münster

2009
- Idyllismus, Tanzschule, München
- Verleihung Roelfs-Partner-Stipendium, Kunst im Tunnel, Düsseldorf
- verschachtelt, Junge Kunst e. V. Wolfsburg
- Out of the box, Museum van Bommel van Dam, Venlo
- Scales of the universe, Galerie Jeanroch Dard, Paris
- Wer macht die Kunst?, hub:kunst.diskurs e.V. Hannover
- 1000 x Ich, 1000 x Du, Tät, Berlin

2010
- Generating the Preview, Museum Sztuki Lodz
- Magicgruppe Kulturobjek, Bonnefantenmuseum, Maastricht
- ars-viva-Preis 2010 – Labor, Kunstsammlungen Chemnitz, Chemnitz
- Bewahrung und Verfall, Deutsches Technikmuseum Berlin
- Larger than life – stranger than fiction, 11. Triennale Kleinplastik, Fellbach
- Leinen los, Herbstausstellung im Kunstverein Hannover
- Die Welt als Modell, Montag Stiftung Kunst und Gesellschaft[13], Bonn
- Schreitend, Hermannshof, Völksen[14], Völksen

2011
- From Trash to Treasure, Kunsthalle zu Kiel
- Verbrechen und Bild, Künstlerverein Walkmühle, Wiesbaden
- ars-viva 10/11 Labor, Kunstmuseum Stuttgart

2012
- Magicgruppe Kulturobjekt, Ludwig Forum für Internationale Kunst[15], Aachen

2013
- 15 Jahre Junge Kunst, Junge Kunst, Wolfsburg
- Glaube, Liebe, Hoffnung, Rubensstrasse 42, Köln
- Laterna Magica, Kunstverein Wolfenbüttel[16]

2014
- Welt ohne Zeit – Turnover,  Performance im ehemaligen tschechischen Kulturzentrum Berlin
- IKONOSTASE II – Rettet die Wirtschaft, Installation und Gespräch im Haus der Deutschen Wirtschaft, Berlin
- Episode 7, another space, Kopenhagen

2015
- SUPERFILIALE – marzipan pigs, Installation und Performance, Simultanhalle, Köln
- SUPERFILIALE – Picknick am Berg, Installation und Performance, KW Institute for Contemporary Art, Berlin
- IKONOSTASE III – Praxis Freiheit, Installation und Performance auf der CeBIT, Hannover[17]
- Karma Spin, Performance, frontviews gallery at Leipziger Str. 63, Berlin

2016
- Sukkot, Installation und Performance, Ausstellungsraum D21, Leipzig
- me and you, ARCA, Performance, Emscherkunst 2016 – Emscher Quelle und Dortmunder U[18]
- me and you, Museum ON/OFF, Performance, Centre Georges Pompidou, Paris
- Ruhestörung, Performance, Britzenale Berlin

2017
- Lungs of sugar, on arte, Locarno
- SUPERFILIALE – was wir brauchen, Marienkirche, Prenzlau
- Liturgie – zusammen mit Markus Born, Sonntag, Berlin
- SUPERFILIALE – Tausch mit Toten, Goldstein Galerie, Frankfurt am Main
- Zeigen. Eine Audiotour durch die Sammlung der Galerie für Zeitgenössische Kunst, Leipzig

2018
- ambiance Performance zusammen mit Bettina Vissmann, ruine hq im Ihmezentrum Hannoveroutländish – Uferstudios Berlin, Berlin

2019
- Hybrid Realities – Analoge Strategien und virtuelle Wirklichkeit, Kunstverein Bochum
- Nasen Performance mit Verena Seibt, 9th Inter-format Symposium On the Fluidity of Humor and Absurdity, Nida Art Colony, Litauen

 – Analoge Strategien und virtuelle Wirklichkeit, Kunstverein Bochum
2020
- invitation to love, Kunstverein, Bremerhaven
- Trickster Lauter Lagen - Halbraum, Neuer Kunstraum, Düsseldorf

2021
- art ashram - subbotnik, Britzenale, Berlin
- Mobiler Kunstverein, Projekt im Stadtraum, Kunstverein, Langenhagen
- art ashram - Bring uns Deinen Stein!, Klub Solitaer, Chemnitz
- art ashram - und dann regnet es, Galerie Goldstein, Frankfurt am Main